# L'Œuvre au noir (film)
Pour le roman de Marguerite Yourcenar, voir L'Œuvre au noir.
Pour plus de détails, voir Fiche technique et Distribution.
L'Œuvre au noir est un film belgo-français réalisé par André Delvaux, sorti en 1988. Ce film a été réédité en DVD en 2010.

## Synopsis
Dans la Flandre du XVIe siècle, sous l'occupation espagnole, le médecin, philosophe et alchimiste vieillissant Zénon Ligre revient sous un faux nom dans sa ville natale de Bruges après une vie de vagabondage à travers l'Europe. Il trouve un emploi au couvent des Cordeliers avec la volonté de servir de médecin aux pauvres.
Bisexuel, Zénon est accusé d'avoir eu des relations homosexuelles avec un jeune frère ; jugé par un tribunal de l'Inquisition et accusé de sorcellerie, de meurtre et de relations contre nature, il préfère choisir la mort de sa propre main plutôt que le bûcher.

## Fiche technique
- Titre original : L'Œuvre au noir
- Réalisateur : André Delvaux
- Assistant à la réalisation : Jan Devos, Susana Rossberg, Dominique Standaert
- Scénariste : André Delvaux, adapté d'après le roman éponyme de Marguerite Yourcenar
- Producteurs : Jean-Claude Batz et Philippe Dussart
- Musique du film : Frédéric Devreese
- Directeur de la photographie : Charles Van Damme
- Montage : Albert Jurgenson, Nadine Muse et Jean-Pierre Resnard
- Son : Antoine Bonfanti, Henri Morelle
- Création des décors : Françoise Hardy et Claude Pignot
- Création des costumes : Jacqueline Moreau
- Costumes : Agnès Evein
- Direction artistique : Françoise Hardy et Claude Pignot
- Décorateur de plateau : Jacqueline Moreau[réf. nécessaire]
- Société de production : Films A2, La Nouvelle Imagerie et La Sept Cinéma
- Société de distribution : UGC
- Pays de production :  Belgique,  France
- Genre : drame
- Durée : 110 minutes
- Date de sortie :	
  - France : 13 mai 1988

## Distribution
- Gian Maria Volonté : Zénon
- Sami Frey : Prieur des Cordeliers
- Jacques Lippe : Myers
- Anna Karina : Catherine
- Philippe Léotard : Henri-Maximilien
- Jean Bouise : Campanus
- Marie-Christine Barrault : Hilzonde
- Marie-France Pisier : Martha
- Mathieu Carrière : Pierre de Hamaere
- Pierre Dherte : Cyprien
- Gaëtan Wenders : un moine (non crédité)
- Johan Leysen : Rombaut
- Dora van der Groen : Greete
- Senne Rouffaer : Le Cocq
- Geert Desmet : Han
- Michel Poncelet : Josse
- Harry Cleven : l'officier
- Roger Van Hool : l'officier
- Jules-Henri Marchant : l'évêque
- Christian Maillet : Philibert
- Christian Baggen : le valet
- Alfredo Carnevale : le soldat espagnol
- Lucienne De Nutte : la femme brûlée
- Herbert Flack : Pouvoir
- Paule Herreman : La Citrouille
- Gregory Kevers : Henri-Maximilien enfant
- Bernard Marbaix : le premier théologien
- Michiel Mentens : Hérétique en fuite
- Carlos Moens : le coucher
- David Larock Moerenhout : Zenon enfant
- Isabelle Roelandt : Idelette
- Pedro Romero : l'officier espagnol
- Pascale Salkin : Benedicte
- Linda Schagen Van Leeuwen : la fille de la Citrouille
- Nadine Uwampa : la moricaude
- Serge-Henri Valcke : le capitaine du bateau
- André Van Daele : le notaire
- Jef Van de Water : le jeune moine
- Philippe Van Den Bergh : Florian
- Guy Van Malleghem : Frère Luc
- Pierre Vaneck : Zénon (voix)
- Alexandre von Sivers : le deuxième théologien

## Distinctions
- 1988 : Prix André-Cavens de l’Union de la critique de cinéma (UCC) pour le meilleur film belge[2].